# 愛を両手に
「愛を両手に」(あいをりょうてに)は、日本のロックバンドACIDMANの27枚目のシングル。

## 概要
- 前作「最後の星」より約4ヶ月ぶり、バンド20周年第2弾シングルで[1]、バンド初の小林武史によるプロデュース作品となる[1]。
- 初回限定盤にはACIDMAN初ワンマンLIVE＠下北沢ガレージ（2002年5月25日）＋活動最初期のLIVEシーンをダイジェストで編集した映像を収録したバンドルCDが付属[2]。

## 収録曲
1. 愛を両手に
  - 編曲：小林武史 & ACIDMAN

大木の祖母が亡くなったことから作られた曲で、大木は、故人に幸せな人生であったかを聞きたい、そして自分自身も毎秒毎秒幸せな人生であったと思って生きていくという覚悟の歌、また祖母が空のどこかで聴いていてくれればと語っている[3][1]。
プロモーションビデオは新井浩文が出演しており、父親との別れをテーマにしたものとなっている。
2. snow light
3. 水の夜に
4. Live Track From 2014.10.23 Zepp Tokyo
『世界が終わる夜』リリース記念プレミアム・ワンマンライヴの模様が収録されており、「風、冴ゆる」「波、白く」「スロウレイン」が演奏されている。

- 全曲作詞・作曲：大木伸夫
- 編曲：ACIDMAN（特記以外）